# ايريون AS2
كانت الطائرة إيريون أيه إس 2 Aerion AS2 طائرة أعمال نفاثة أسرع من الصوت طوَّرتها شركة إيريون. في مايو 2014 ، أُعلن أن الطائرة ايريون أيه إس 2 ستكون جزءًا من إعادة تصميم أكبر Aerion SBJ، والذي كان يُهدف إطلاقه بعد فترة تطوير مدتها سبع سنوات. دخلت شركة اريون في شراكة مع شركة Airbus في سبتمبر من نفس العام. في ديسمبر 2017، حلت شركة لوكهيد مارتن محل شركة إيرباص. تم الكشف عن محرك جنرال إلكتريك أفينيتي Affinity في أكتوبر 2018. وفي فبراير 2019 حلت شركة بوينج محل شركة لوكهيد مارتن. توقف التطوير عندما توقفت شركة أريون عن العمل في مايو 2021.
تهدف طائرة Aerion AS2 التي تتسع لـ 12 راكبًا إلى سرعة Mach 1.6 مع جناح تدفق رقائقي طبيعي أسرع من الصوت لنطاق متوقع يبلغ 4،750  ميل بحري (8800 كم). كان من المتوقع تكلفة تطوير تبلغ 4 مليارات دولار، لسوق من 300 طائرة على مدى 10 سنوات و عدد طائرات 500 إجمالاً مقابل 120 مليون دولار لكل طائرة.

## التطوير

التكوين الأولي مع المحركات فوق الحافة الخلفية للجناح

بحلول مايو 2014 استثمرت Aerion أكثر من 100 مليون دولار للتطوير التكنولوجي. أعلنت الشركة في مايو 2014 خلال الاجتماع EBACE أنها تعيد تصميم طائرتها السابقة ايريون إس بي جيه بمقصورة أكبر ونطاق أكبر وثلاثة محركات غير محددة بسعر مستهدف يزيد عن 100 مليون دولار. تهدف إعادة التصميم إلى إطلاق نموذج أولي في أواخر عام 2018 / أوائل عام 2019 والتصديق على الطائرة نفسها في عام 2021. تعتزم شركة ايريون تمويل 3 مليارات دولار للتطوير ، مما يقلل من المخاطر للشركاء المصنعين .
في سبتمبر 2014 دخلت شركة أيريون في شراكة مع شركة Airbus . تتمتع أيربص ديفينس بخبرة تفوق سرعة الصوت وبموارد متاحة. كان من المتوقع أن تبلغ تكلفة الوحدة 120 مليون دولار أمريكي في مايو 2015 EBACE. في مايو 2015 ، تعاقدت ناسا مع روكويل كولينز لنمذجة طفرة تفوق سرعة الصوت على الأرض: بحيث يتم توقع دوي اختراق الصوت والسماح للطيارين برؤية المناطق المتأثرة بحيث يمكن تخفيف القيود المفروضة على الرحلات الأسرع من الصوت فوق المناطق المأهولة. بحلول سبتمبر 2015 ، كان من المقرر أن تدخل الخدمة في عام 2023. في مايو 2017 كانت شركة ايريون تأمل في إطلاقه في أوائل عام 2018.

### 2017 إعادة التصميم

التكوين عالية الجناح 2017

في ديسمبر 2017 ،أعلنت شركة اليريون و لوكهيد مارتن أنهما ستستكشفان تطويرها المشترك بدون ايرباص ، بهدف الطيران في عام 2023 والحصول على الشهادة في عام 2025. في 15 ديسمبر وبعد مناقشات مع Skunk Works التابعة لشركة لوكهيد ، أعلنا عن مذكرة تفاهم لاستكشاف أكثر من عام التطوير المشترك لطائرة الأعمال الأسرع من الصوت: من وجهات الهندسة ، وإصدار الشهادات ، والإنتاج. طورت شركة لوكهيد سابقًا طائرات أسرع من الصوت مثل F-16 وF-35 وF-22 و Mach 3+ SR-71 ، وخلصوا إلى أن مفهوم الطراز AS2 يضمن استثمار الوقت والموارد بعد مراجعة تقنية ايريون الديناميكية الهوائية. طوال التعاون الهندسي لمدة عامين ونصف مع شركة إيرباص ، طورت أيريون الديناميكيات الهوائية لـلطائرة AS2 وصممت هياكل أولية للأجنحة وهيكل الطائرة ، وتخطيط الأنظمة ، ومفهوم نظام التحكم في الطيران بالسلك . بين مايو وديسمبر 2017 نتج عن تعاون جنرال إليكتريك نقل المحركات من الحافة الخلفية إلى الحافة الأمامية للجناح ، والتي تتميز بذيل T ، ونسبة عرض إلى ارتفاع أعلى للجناح .
بحلول هذا الوقت ، قالت إيريون إنها كانت تنفق مليار دولار على AS2. أرادت شركتي ايريون و لوكهيد تجميد محركاتها وأجنحتها وتكوين جسم الطائرة في صيف 2018 ، بهدف بيع 30 طائرة سنويًا مقابل 3.6 مليار دولار على مدار 20 عامًا.
مع إطلاق 2018 ، ستتم مراجعة التصميم الأولي بحلول منتصف عام 2020 قبل التصميم التفصيلي لمراجعة نقدية للتصميم في أوائل عام 2022. سيتم استهداف الرحلة الأولى في منتصف عام 2023 لرحلة عبر المحيط الأطلسي من نيويورك إلى لندن في أكتوبر ، في الذكرى العشرين لتقاعد الكونكورد . تهدف الشهادة إلى أواخر عام 2025 والدخول في الخدمة في أوائل عام 2026. سيرتفع الإنتاج من 12 في عام 2026 إلى 23 في عام 2027 ويجب أن يستقر عند 36 سنويًا من عام 2028 ، على الرغم من أنه قد يرتفع إلى أربعة شهريًا.
في أكتوبر 2018 ، أعلنت شركة Aerion عن اختيار إلكترونيات الطيران Honeywell Primus Epic. تم تمويل الشركة من قبل روبرت باس وتوقع إنفاق 4 مليارات دولار في تكاليف التطوير. توقعت Aerion سوقًا لـ 300 AS2s على مدار 10 سنوات ، مما أدى إلى 500 إجمالي مقابل 120 مليون دولار لكل منها. يمكن أن تتبع الطائرة الأسرع (Mach 1.6) والمقصورة الأكبر والأطول مدى كطائرة أعمال وطائرة صغيرة ، ولكن يجب أن تكون المحركات الأحدث أعلى من 1.8 Mach.
انتهى عقد الشراكة مع شركة لوكهيد مارتن في 1 فبراير 2019. في 5 فبراير ، أعلنت شركة Boeing عن استثمارها في Aerion ، حيث وفرت موارد الهندسة والتصنيع واختبار الطيران من أجل الحفاظ على AS2 في مسار الرحلة الأولى في عام 2023. ترك روبرت باس الداعم الملياردير مجلس إدارة شركة Aerion (لكنه ظل مستثمرًا رئيسيًا) ، وحل محله Tom Vice كرئيس بعد ترقيته إلى الرئيس والمدير التنفيذي وعضو مجلس الإدارة في أغسطس. حصلت بوينج على مقعدين في مجلس إدارة شركة Aerion المكون من خمسة أشخاص ، بينما ظل مبلغ استثماراتها غير معروف.

### 2020 إعادة التصميم
في أبريل 2020 ، كشفت Aerion عن تصميم محدث للطائرة النفاثة المكونة من 12 راكبًا ، ووصلت إلى Mach 1.4 في رحلة فائقة مع محركات غير محترقة ، أكثر من 5,000 nmi (9,300 كـم) . بناءً على تجربة NASA X-59 ، يمكن أن تكون الرحلة البحرية بدون ذراع حتى 1.2 Mach ، حيث يمكن للهواء السميك على ارتفاع منخفض أن يكسر ذراع الرافعة بعيدًا ، لكن هذه كانت أعلى منطقة سحب لجناح التدفق الصفحي الطبيعي الأسرع من الصوت السابق. يبلغ حجم جناح دلتا الجديد ذي السهم المرفوع بشكل كبير 79 قدم (24 م) واسعة ولها حواف رائدة وخلفية للأداء الميداني ولتلبية لوائح ضوضاء الطائرات مع انخفاض قوة المحرك. لقد أظهر جسم الطائرة منطقة تحكم واضحة في منتصفه ، ويسمح المثبت الأفقي الصليبي بطائرة أقصر ، من 180 إلى 145 قدم (55 إلى 44 م) . التصميم أخف وزنًا مع 139,000 رطل (63 t) الوزن الإجمالي ، مما يسمح بحمولة 8,000 رطل (3.6 t) و 70,000 رطل (32 t) من الوقود ، ويستخدم لتقليص الوزن والتوازن أثناء الانتقال الأسرع من الصوت. يتم استبدال مداخل المحرك ذات الشفتين السميكة دون سرعة الصوت بمداخل ضغط خارجية متناظرة .
تضمن الشركاء والموردون: سافران Safran لمعدات الهبوط والأنابيب ، GKN Aerospace و Fokker Technologies للأسلاك الكهربائية وهيكل الذيل ، Spirit AeroSystems لجسم الطائرة الأمامي ، Aernnova لهيكل منتصف الطائرة ، Potez للأبواب ، Eaton و Parker للأنظمة ومكوناتها ، وبرامج Siemens Digital Industries للتصميم والتطوير. ثم كانت Aerion تخطط لرحلة أولى في عام 2024 بمقدمة 2026. يمكن أن تقترح Aerion مشتق AS2 إلى جيش الولايات المتحدة ، كبرنامج طائرات للاستخبارات والمراقبة والاستطلاع الجوي . ستعمل منصة Supercruise عالية الارتفاع كطائرة مراقبة وتنصت على ارتفاعات عالية.
أعلنت شركة ايريون بعد ذلك أنها ستنشئ مجمعا صناعيا أيريون وهو مجمع للبحوث والتصميم والتصنيع ، في ملبورن ، فلوريدا ، مستفيدة من الخبرة في مجال الطيران لساحل الفضاء في فلوريدا. سيتم تصنيع AS2 في المنشأة الجديدة بدءًا من عام 2023 ،  بهدف بناء خمس طائرات اختبار AS2 من 2023 إلى 2025. سيشمل المرفق مصنعًا بقيمة 300 مليون دولار ،  110.6 أكر (44.8 ها) في الحرم الجامعي ، ومصانع إنتاج قادرة على بناء 48 طائرة AS2 سنويًا. سيركز أيريون بارك أيضًا على التقنيات الخضراء ، مثل الطاقة الشمسية وإعادة تدوير المياه بنسبة 100 ٪ ، لتشغيل عملياته وترك أقل بصمة بيئية ممكنة.
في يونيو 2020 ، قامت Boeing و Spirit AeroSystems بحل فرق الهندسة AS2 بسبب تأثير وباء COVID-19 على الطيران ، واضطرت شركة Aerion إلى تأجيل موعد رحلتها الأولى من 2024 إلى 2025.
في سبتمبر 2020 ، بدأت شركة ايريون اختبار نفق الهواء في Onera . بحلول تشرين الثاني (نوفمبر) ، جمعت "ايريون" ما يعادل 78 ألف ميل بحري جواً. وصلت اختبارات نفق الرياح إلى 3 ماخ ، مما يوفر تقييمات عالية السرعة للأداء ، والأحمال ، وقياسات الاستقرار ، والتحكم في السرعات فوق الصوتية والسرعات فوق الصوتية ، لإكمال مراجعة التصميم الأولية . تعمل تقنية الذكاء الاصطناعي والنمذجة الرقمية على تقصير تطوير الطائرة AS2 وتجنب الحاجة إلى طائرة تجريبية . في حين أن Aerion استثمرت أكثر من 500 مليون دولار ، يمكن أن يكلف التطوير الإجمالي 5 مليارات دولار ، بزيادة 25٪ عن توقعات عام 2018.

### المحرك
في مايو 2017 ، اختارت شركة ايريون شركة GE Aviation لدراسة التكوين النهائي للمحرك. على الرغم من تصميمها في البداية مع Pratt & Whitney JT8D المعدلة ، تم اختيار شركة General Electric Affinity في مايو 2017 للتشغيل AS2. تم الانتهاء من التصميم الرسمي الأول في عام 2018 ، واتبع تصميم أكثر تفصيلاً في عام 2020 لإنتاج أول نموذج أولي.
يتم اشتقاق قلب الضغط العالي للمحرك من محرك سي اف ام 56 ، وهو يتطابق مع مروحة مزدوجة جديدة ، وقسم ضغط منخفض لنسبة تجاوز مخفضة تتناسب بشكل أفضل مع الطيران الأسرع من الصوت. يدعم تصميم محرك AS2 سقفًا بارتفاع 60000 قدم.  تم تأكيد نوايا جنرال إلكتريك بشأن المشروع في المؤتمر السنوي لجمعية الطيران التجاري الوطني لعام 2018.

## تصميم
يجب أن يتم تشغيل ايريون AS2 بسرعة تصل إلى 1.4 ماخ على مدى 5000 ميل بحري (يعادل 9260 كم). وزن الإقلاع الأقصى المتوقع هو 150.000 رطل (68 طن). يقلل جناح دلتا المختار السحب الديناميكي الهوائي بنسبة 20٪ مقارنة بجناح دلتا التقليدي.[تحقق من المصدر] مقاعد المقصورة تصل إلى 8-10 ركاب. الطائرة لديها ذيل مجددة ، و nacelles ممدود.[تحقق من المصدر] الطائرة 145 قدم (44 م) طويل ، 79 قدم (24 م) واسعة و 29 قدم (8.8 م) عالية.
تسببت لوائح الضوضاء في قيام ايريون بتغيير التصميم من محركين إلى ثلاثة. كانت لوائح الضوضاء هذه تحد من MTOW عند 54400 كجم (120،000 رطل) ، والتي سيكون لها نطاق محدود. وهي تخطط لتلبية متطلبات خفض الضوضاء في المرحلة 5 وتشغيل الوقود الحيوي بنسبة 100٪.
توفر جنرال إلكتريك للطيران أنظمة الاتصال المروحي أفينيتي ، و Honeywell ، وإلكترونيات الطيران Primus Epic وأنظمة الاتصال. توفر PPG Industries الزجاج الأمامي على سطح الطائرة وأغطية نوافذ المقصورة ، ونظام Liebherr Aerospace المتكامل لإدارة الهواء ، وأنظمة BAE Systems ضوابط الطيران ، وأنظمة Collins Aerospace لأنظمة التشغيل. تقوم Spirit AeroSystems و Safran و GKN و Aernnova و Potez Aeronautique بتزويد هياكل الطائرات والأسلاك ومعدات الهبوط وأبواب الطائرات. 
تقوم أبحاث ناسا بنمذجة الطفرة الصوتية على الأرض ، للتنبؤ بالطفرات الصوتية وتصويرها للطيارين ، مما قد يخفف القيود المفروضة على الرحلات الأسرع من الصوت.
لن تشتمل الطائرة AS2 على التكنولوجيا من Low Boom Flight Demonstrator الذي أنشأته شركة Skunk Works التابعة لشركة لوكهيد ، ولكن AS3 التالية قد تكون كذلك. يمكن أن تطور شركة ايريون عائلة من الطائرات الأسرع من الصوت والتي تفوق سرعتها سرعة الصوت حيث تكون الطائرة ايه إس 2 بمثابة الطائرة الأولى، فهي تعتبر نقط البداية.

## الطلبات
في نوفمبر 2015 ، أكدت شركة Flexjet أنها قدمت طلبًا ثابتًا بقيمة 2.4 مليار دولار لعشرين طائرة من طراز Aerion AS2 ، على أن يبدأ التسليم في عام 2023. قال الرئيس التنفيذي لشركة فليكسجيت Flexjet ، كين ريتشي ، إأ الشركة ستستخدم الطائرة الأسرع من الصوت للرحلات الخارجية وأيضًا في الصين ، التي لا تفرض قيودًا على دوي حاجز الصوت. وأشار ريتشي إلى أنه مع تحرك الطائرة بسرعة 1.2 ماخ ، فإن صوتها لن يصل إلى الأرض ، مما قد يسمح للمنظمين بالسماح بالطيران الأسرع من الصوت فوق الأرض. تقدم فليكسجيت ، المملوكة لشركة Directional Aviation Capital ، للعملاء ملكية جزئية للطائرات ، بدلاً من الشراء المباشر.
في مارس 2021 أعلنت شركة ملكية جزئية أخرى ، ألا وهي شركة NetJets ، أنها حصلت على حقوق شراء 20 طائرة AS2 ، مما رفع قيمة طلبات ايريون الكلية إلى أكثر من 10 مليارات دولار. تدعو مذكرة التفاهم بين شركتي نتجيتس و ايريون إلى تصور قيام نتجيتس بتشغيل شبكة "Aerion Connect".

## المواصفات (AS2)
- الطاقم: 2
- السعة: 8–11 مسافر
- Length: 144.9[50] ft (44.2 m)
- عرض الجناحين: 79[27] قدم (24 متر)
- الارتفاع: 29[27] قدم (8.8& مترnbsp;)
- مساحة الجناح: 1,511 sq قدم (140.4 متر2)
- الوزن الأقصي عند الاقلاع: 150,000[51] lb (68,039 kg)
- سعة الوقود: 59,084 رطل / 26,800 kg
- الداخل: 30 feet long, 6'4" high, 7'11" wide (9.1 × 1.95 × 2.16 m)
- المحركات : 3 × General Electric Affinity محرك عنفي مروحي, 18,000[52] lbf (80 kN) thrust each

الأداء
- سرعة تحت الصوتيةCruise speed: 803 kn (924 ميل في الساعة, 1,487 km/h) ماخ 1.4, : ماخ 0.95, تحت الصوتية: ماخ 1.1–1.2
- Range: 4,200 nmi (4,800 mi, 7,800 km) at Mach 1.4, 5,400 ميل بحري / 10,000 km ماخ 0.95
- الإقلاع الميداني المتوازن at ISA, <abbr title="<nowiki>Sea Level</nowiki>">SL: 7,500 ft / 2,286m

## أنظر أيضا
Related development
- إيريون أس بي جيه

Aircraft of comparable role, configuration, and era
- حاجز الصوت
- بووم أوفرتشر
- كونكورد
- هايبرماخ سونيك ستار
- النقل الأسرع من الصوت الهادئ إس أيه أي
- سبايك S-512  [لغات أخرى]‏
- سوخوي غلف ستريم اس-21
- توبوليف تو-444

Related lists
- قائمة الطائرات المدنية

## روابط خارجية
- الموقع الرسمي
.